# Epoicotheriidae
Epoicotheriidae — вимерла родина ящероподібних комахоїдних ссавців, які були ендеміками Північної Америки з початку еоцену до раннього олігоцену 55,8—30,9 млн тому. Епоікотеріїди були високоспеціалізованими тваринами, які збігалися з золотими кротами Африки за структурою свого черепа та передніх кінцівок і мали подібний спосіб життя, як і підземні нори.